# BOK Center
Het BOK Center, of Bank of Oklahoma Center, is een multifunctionele arena met 19.199 zitplaatsen in Tulsa, Oklahoma, Verenigde Staten. De arena is ontworpen om hockey, basketbal, concerten en soortgelijke evenementen te huisvesten. De bouw startte op 31 augustus 2005 en de openingsceremonie waarbij Garth Brooks en Hanson, afkomstig uit Tulsa, betrokken waren, vond plaats op 30 augustus 2008.
Het BOK Center is ontworpen door César Pelli, de architect van de Petronas-torens in Maleisië . De arena wordt beheerd door SMG en is vernoemd naar de Bank of Oklahoma, die naamrechten heeft gekocht voor $ 11 miljoen.